# Polyommatus stoliczkanus
Polyommatus stoliczkanus is een vlinder uit de familie van de Lycaenidae. De wetenschappelijke naam van de soort is voor het eerst gepubliceerd in 1865 door Cajetan Freiherr von Felder en zijn zoon Rudolf Felder.

## Ondersoorten
- Polyommatus stoliczkanus stoliczkanus
- Polyommatus stoliczkanus arene (Fawcett, 1904)
- Polyommatus stoliczkanus janetae Evans, 1927